# 3881 Doumergua
3881 Doumergua è un asteroide della fascia principale. Scoperto nel 1925, presenta un'orbita caratterizzata da un semiasse maggiore pari a 2,4477394 UA e da un'eccentricità di 0,1515257, inclinata di 3,61843° rispetto all'eclittica.